# Rehina Todorenko

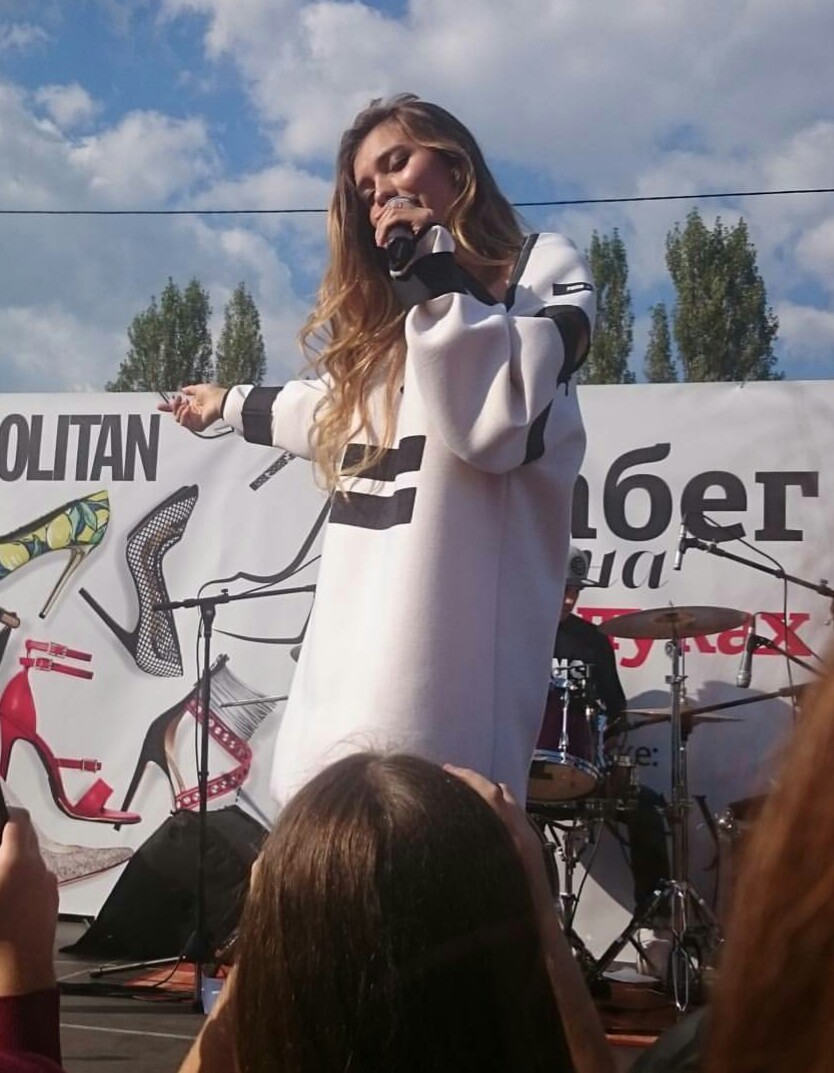
Rehina Todorenko

Rehina Petriwna Todorenko (ukrainisch Регіна Петрівна Тодоренко, russisch Регина Петровна Тодоренко Regina Petrowna Todorenko; * 14. Juni 1990 in Odessa, Ukrainische SSR) ist eine ukrainisch-russische Sängerin und TV-Moderatorin.

## Leben und Karriere
Todorenko begann ihren Weg im Showgeschäft im Jahre 2008 in der «Fabrik der Sterne-2», danach wurde sie Solistin der Gruppe Real O. In der Mädchen-Gruppe bekam sie die ersten Goldenen Grammophone, Auszeichnungen für die besten Songs, Clips und dergleichen.
2014 moderierte sie die Reiseshow Orjol i Reschka im ukrainischen und russischen Fernsehen.
Im Jahr 2015 erschien ihr Debüt-Song und mit dem Clip zum Song «Heart’s Beating». Auch in diesem Jahr war sie Teilnehmerin des russischen Show «The Voice». Für die blinden Hörer von Regina sang sie ein Lied von Tina Karol «Notschenka». Ihre Mentorin war Polina Sergejewna Gagarina.
2015 spielte Rehina Todorenko, zusammen mit Andrij Bjednjakow, Lessja Nikitjuk und Schanna Badojewa eine Hauptrolle im Clip zum Song von Svetlana Loboda „Pora Domoj“.
Am 10. Dezember 2015 ging Rehina Todorenko zusammen mit Lesja Nikitjuk mit der Reiseshow Orjol i Reschka auf Welttournee. Die Ausstrahlung war für Februar 2016 geplant.

## Diskografie

### Singles
- 2015 – „Heart’s Beating“
- 2015 – „Ty mne nuschen“
- 2015 – „Kushay-kushay“ (feat. Kolya Serga)
- 2016 – „Mama“
- 2016 – „Liverpool“
- 2016 – „Fire“